# Taeniodera aurantiaca
Taeniodera aurantiaca är en skalbaggsart som beskrevs av Snellen Van Vollenhoven 1858. Taeniodera aurantiaca ingår i släktet Taeniodera och familjen Cetoniidae. Utöver nominatformen finns också underarten T. a. malesiana.